# Мовний острів
Мовний острів (калька нім. Sprachinsel; також мовний анклав) — це анклав мови, який оточений однією або кількома іншими мовами. Термін був введений у 1847 році. Багато цих островів також мають виразну культуру.
Приклади мовних островів:
- Альгеро
- Арбереський діалект
- Батавська мова
- Брюссель
- Чіпіло та Венеціанський діалект Чіпіло
- Фаетар
- Горанський діалект
- Гріко
- Халадж
- Лужиця
- Монегаська мова
- Нарада
- Окуйосіно
- Паленкеро
- Пенсільвансько-німецький діалект
- Затерланд
- Секейська земля
- Швабська Туреччина
- Таманська мова (в культурі даяків)
- Верхній Гарц
- Йола
- Та декілька серед китайських мов:

Чжуншань Мінь можна побачити на західному узбережжі дельти річки Чжуцзян, далеко від решти території розповсюдження Південномінської мови

- Тяньцзінський діалект, варіант Чжун'юаньського говору в оточенні північних діалектів
- Діалект Ганьчжоу, південно-західний говір, оточений Хаккаською в південній частині Цзянсі, є одним із багатьох діалектів Цзюньцзянь
- Кантонська мова у провінції Сичуань
- Діалект Ханчжоу, мандаринський варіант, оточений лектами Північного У, виник через перенесення столиці під час правління династії Сун
- Чжуншань мінь, південномінська мова, оточена різновидами мови юе, виникла завдяки мігрантами, які шукали притулку у часи династій Сун і Юань.

## Галерея

Переважно франкомовний анклав Брюсселя, оточений голландськомовною територією
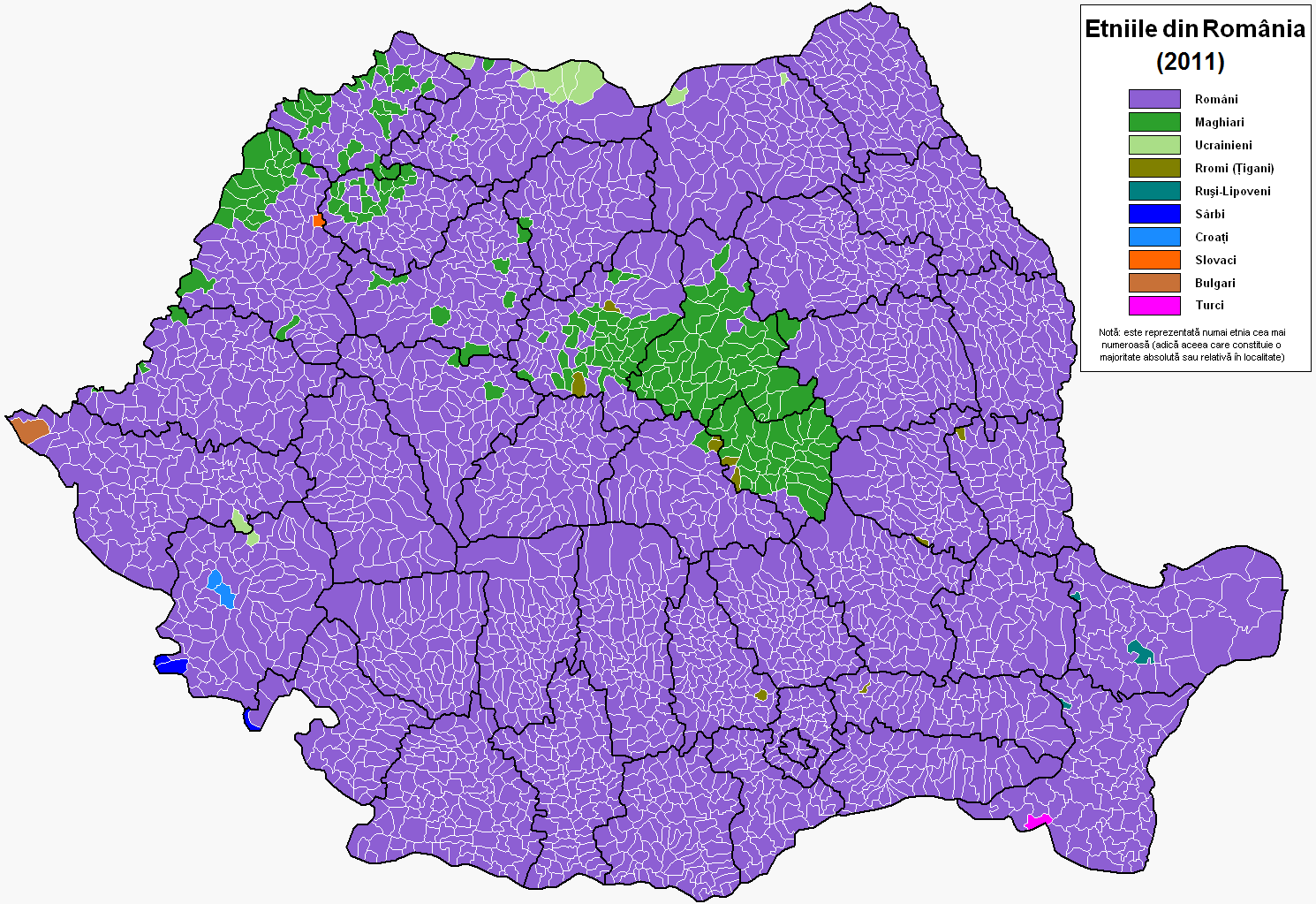
Мовні острови в Румунії
Ареал лужицької мови в Німеччині

## Дивитись також
- Анклав і ексклав